# Tetrasynandra
Tetrasynandra es un género con tres especies de plantas de flores perteneciente a la familia Monimiaceae. 

## Especies seleccionadas
- Tetrasynandra laxiflora
- Tetrasynandra longipes
- Tetrasynandra pubescens